# 博凱省
博凱省是西非國家畿內亞的33個省之一，位於該國西部，由博凱大區負責管轄，首府設於博凱，北臨畿內亞比紹，東接加瓦爾省和泰利梅萊省，南毗博法省，西鄰大西洋，面積11,053平方公里，人口約289,000。